# السفارة العراقية في الولايات المتحدة الأمريكية
السفارة العراقية في أمريكا  هي البعثة الدبلوماسية العراقية في الولايات المتحدة الأمريكية تقع في العاصمة واشنطن، وتضم السفارة قنصليتين في ديترويت و لوس أنجلوس، يقدر عدد الجالية العراقية في الولايات المتحدة الأمريكية نحو 500,000 نسمة، السفير العراقي الحالي في واشنطن هو فريد مصطفى كامل ياسين، السفير السابق هو لقمان الفيلي.